# Джордан, Бревин
Бревин Джордан (англ. Brevin Jordan; 16 июля 2000, Лас-Вегас, Невада) — профессиональный американский футболист, тайт-энд клуба НФЛ «Хьюстон Тексанс». На студенческом уровне выступал за команду университета Майами. На драфте НФЛ 2021 года был выбран в пятом раунде.

## Биография
Бревин Джордан родился 16 июля 2000 года в Лас-Вегасе. Его отец Даррелл в 1990 году был выбран Атлантой в девятом раунде драфта НФЛ, но на профессиональном уровне в футбол не играл. Учился в старшей школе имени епископа Томаса Гормана. Был капитаном её футбольной команды, становился победителем чемпионата штата. За карьеру набрал на приёме более 1700 ярдов и сделал 29 тачдаунов. На момент окончания школы занимал первое место среди лучших тайт-эндов по рейтингам ESPN и 247Sports.

### Любительская карьера
В 2018 году Джордан поступил в университет Майами. В дебютном сезоне он занял место стартового тайт-энда команды, в двенадцати сыгранных матчах набрав 287 ярдов с четырьмя тачдаунами. В 2019 году он сыграл в десяти матчах турнира NCAA, сделав 35 приёмов на 495 ярдов с двумя тачдаунами. По итогам сезона Джордан был включён в команду звёзд конференции ACC и вошёл в число финалистов награды Джона Мэки, присуждаемой лучшему тайт-энду студенческого футбола.
В сокращённом из-за пандемии COVID-19 сезоне 2020 года он принял участие в восьми играх, сделав 38 приёмов на 576 ярдов. Несмотря на три пропущенных из-за травмы матча, Джордан с семью тачдаунами стал одним из самых результативных игроков команды. Второй год подряд он претендовал на награду Джона Мэки, по итогам турнира его включили во вторую сборную звёзд конференции.

#### Статистика выступлений в NCAA
| Сезон | Команда           | Игры | Приём | Приём | Приём | Приём | Вынос | Вынос | Вынос | Вынос |
| Сезон | Команда           | Игры | Rec   | Yds   | Y/A   | TD    | Att   | Yds   | Y/A   | TD    |
| ----- | ----------------- | ---- | ----- | ----- | ----- | ----- | ----- | ----- | ----- | ----- |
| 2018  | Майами Харрикейнс | 12   | 32    | 287   | 9,0   | 4     | 0     | 0     | 0,0   | 0     |
| 2019  | Майами Харрикейнс | 10   | 35    | 495   | 14,1  | 2     | 1     | 0     | 0,0   | 0     |
| 2020  | Майами Харрикейнс | 8    | 38    | 576   | 15,2  | 7     | 2     | 1     | 0,5   | 0     |
| Всего | Всего             | 30   | 105   | 1358  | 12,9  | 13    | 3     | 1     | 0,3   | 0     |

### Профессиональная карьера
Перед драфтом НФЛ 2021 года издание Bleacher Report включало Джордана в пятёрку лучших доступных тайт-эндов и прогнозировало ему выбор в третьем раунде. К плюсам игрока относили длинные руки, эффективность в роли блокирующего в выносной игре, хороший контроль над телом, атлетизм, способность набирать дополнительные ярды после приёма мяча, умение действовать из разных позиций. Слабыми местами Джордана называли недостаточные по меркам НФЛ габариты и физическую мощь и богатую историю травм. Аналитики издания также отмечали, что в студенческой команде его часто использовали как принимающего, и указывали на недостаточно отточенную работу на маршрутах.
На драфте Джордан был выбран «Хьюстоном» в пятом раунде под общим 147-м номером. В мае 2021 года он подписал с клубом четырёхлетний контракт на общую сумму 4,1 млн долларов. В дебютном сезоне он сыграл в девяти матчах регулярного чемпионата, сделав 20 приёмов на 178 ярдов с тремя тачдаунами. В 2022 году Джордан регрессировал. Он принял участие в одиннадцати играх, но лишь в трёх из них выходил в стартовом составе, проиграв конкуренцию Джордану Эйкинсу, О Джею Хоуарду и новичку Тигану Квиториано. 

#### Статистика выступлений в НФЛ

##### Регулярный чемпионат
| Сезон | Команда         | Игры | Приём | Приём | Приём | Приём | Вынос | Вынос | Вынос | Вынос |
| Сезон | Команда         | Игры | Rec   | Yds   | Y/A   | TD    | Att   | Yds   | Y/A   | TD    |
| ----- | --------------- | ---- | ----- | ----- | ----- | ----- | ----- | ----- | ----- | ----- |
| 2021  | Хьюстон Тексанс | 9    | 20    | 178   | 8,9   | 3     | 0     | 0     | 0,0   | 0     |
| 2022  | Хьюстон Тексанс | 11   | 14    | 128   | 9,1   | 0     | 0     | 0     | 0,0   | 0     |
| Всего | Всего           | 20   | 34    | 306   | 9,0   | 3     | 0     | 0     | 0,0   | 0     |